# Olympische Sommerspiele 2012/Reiten – Springreiten Einzel
Der Einzelwettbewerb im Springreiten bei den Olympischen Spielen 2012 in London wurde vom 4. bis zum 8. August 2012 im Greenwich Park ausgetragen. Es traten 75 Reiter an.
Anders als bei vielen Championaten starteten die olympischen Springreitwettbewerbe nicht mit einer Zeitspringprüfung, sondern mit einer Springprüfung nach Fehlern. Das Ergebnis dieser Prüfung ging zunächst in die Einzelwertung ein, war für die Mannschaftswertung jedoch nur für die Startreihenfolge relevant.
Bei der zweiten und dritten Teilprüfung handelte es sich um den Nationenpreis, der aus zwei Springprüfungen nach Fehlern bestand. An beiden Tagen waren unterschiedliche Parcours zu bestreiten. Am ersten Tag des Nationenpreises durften die besten 60 Einzelreiter und alle Mannschaftsreiter, die nicht zu den besten 60 aus der ersten Prüfung zählten, starten. Am zweiten Nationenpreistag waren noch die besten acht Equipen des Vortages sowie alle Reiter bis zu Platz 45 der bisherigen Einzelwertungsergebnisse startberechtigt. Anhand des Ergebnisses der beiden Nationenpreisrunden wurde die Mannschaftswertung entschieden.
Für die Finalrunden in der Einzelwertung qualifizierten sich die besten 35 Einzelreiter. Es wurden alle Strafpunkte aus den vorherigen Runden gestrichen, sodass alle Reiter erneut mit null Strafpunkten an den Start gingen. Pro Nation waren jedoch nur drei Reiter zulässig. An diesem Tag hatten die Reiter mit ihren Pferden eine Springprüfung mit zwei Umläufen zu bestreiten. Für die zweite Runde der Prüfung qualifizierten sich noch die besten 20 Reiter des ersten Umlaufs.

## Titelträger
| Weltmeister   | Philippe Le Jeune | Vigo d’Arsouilles | Weltreiterspiele 2010 |
| Olympiasieger | Eric Lamaze       | Hickstead         | Peking 2008           |

## Qualifikation

### Runde 1
4. August 2012, 11:30 Uhr MESZ

Kurslänge: 510 Meter

Zeitlimit: 82 Sekunden

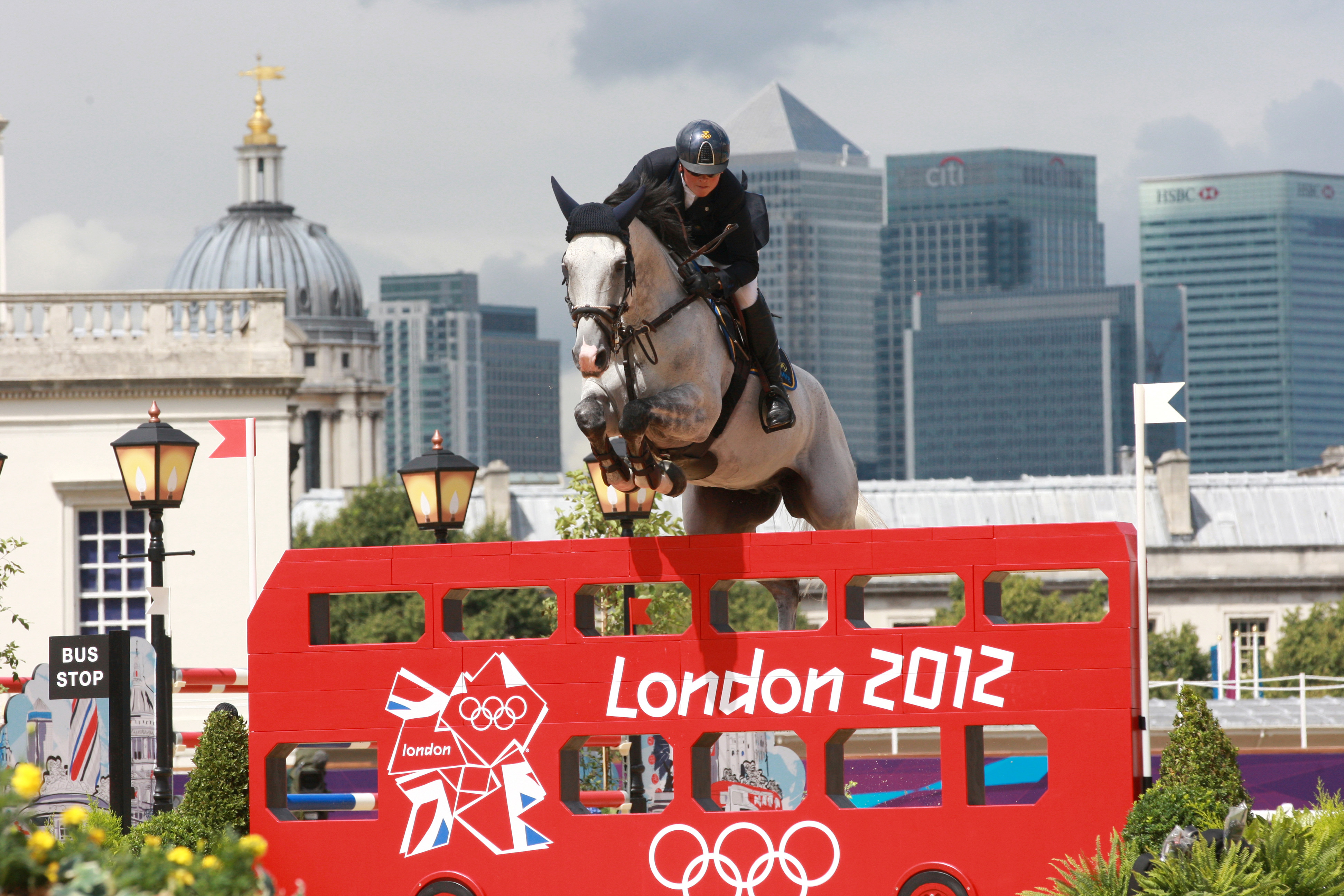
Lisen Bratt Fredricson und Matrix schieden bereits im ersten Umlauf der olympischen Springprüfungen aus

Qualifikation für Runde 2: bis Platz 60
| Platz | Reiter                               | Pferd                     | Strafpunkte         | Strafpunkte         | Strafpunkte Gesamt |
| Platz | Reiter                               | Pferd                     | Sprungfehler        | Zeitfehler          | Strafpunkte Gesamt |
| ----- | ------------------------------------ | ------------------------- | ------------------- | ------------------- | ------------------ |
| 1     | Jur Vrieling                         | Bubalu                    | 0                   | 0                   | 0                  |
| 1     | Álvaro Affonso de Miranda Neto       | Rahmannshof's Bogen       | 0                   | 0                   | 0                  |
| 1     | Nick Skelton                         | Big Star                  | 0                   | 0                   | 0                  |
| 1     | Simon Delestre                       | Napoli du Ry              | 0                   | 0                   | 0                  |
| 1     | Cassio Rivetti                       | Temple Road               | 0                   | 0                   | 0                  |
| 1     | Jens Fredricson                      | Lunatic                   | 0                   | 0                   | 0                  |
| 1     | Daniel Bluman                        | Sancha La Silla           | 0                   | 0                   | 0                  |
| 1     | Steve Guerdat                        | Nino des Buissonets       | 0                   | 0                   | 0                  |
| 1     | McLain Ward                          | Antares                   | 0                   | 0                   | 0                  |
| 1     | Philippe Le Jeune                    | Vigo d’Arsouilles         | 0                   | 0                   | 0                  |
| 1     | Maikel van der Vleuten               | Verdi                     | 0                   | 0                   | 0                  |
| 1     | Prinz Abdullah ibn Mutaib Al Saud    | Davos                     | 0                   | 0                   | 0                  |
| 1     | Ben Maher                            | Tripple X                 | 0                   | 0                   | 0                  |
| 1     | Janne Friederike Meyer               | Lambrasco                 | 0                   | 0                   | 0                  |
| 1     | Alberto Michán Halbinger             | Rosalia La Silla          | 0                   | 0                   | 0                  |
| 1     | Paul Estermann                       | Castlefield Eclipse       | 0                   | 0                   | 0                  |
| 1     | Julia Hargreaves                     | Vedor                     | 0                   | 0                   | 0                  |
| 1     | Marc Houtzager                       | Tamino                    | 0                   | 0                   | 0                  |
| 1     | José Roberto Reynoso Fernandez Filho | Maestro St Lois           | 0                   | 0                   | 0                  |
| 1     | Eric Lamaze                          | Derly Chin de Muze        | 0                   | 0                   | 0                  |
| 1     | Kevin Staut                          | Silvana                   | 0                   | 0                   | 0                  |
| 1     | Henrik von Eckermann                 | Allerdings                | 0                   | 0                   | 0                  |
| 1     | Meredith Michaels-Beerbaum           | Bella Donna               | 0                   | 0                   | 0                  |
| 1     | Werner Muff                          | Kiamon                    | 0                   | 0                   | 0                  |
| 1     | Edwina Tops-Alexander                | Itot du Chateau           | 0                   | 0                   | 0                  |
| 1     | Richard Fellers                      | Flexible                  | 0                   | 0                   | 0                  |
| 1     | Dirk Demeersman                      | Bufero van Het Panishof   | 0                   | 0                   | 0                  |
| 1     | Gerco Schröder                       | London                    | 0                   | 0                   | 0                  |
| 1     | Taizo Sugitani                       | Avenzio                   | 0                   | 0                   | 0                  |
| 1     | Rolf-Göran Bengtsson                 | Casall                    | 0                   | 0                   | 0                  |
| 1     | Cian O’Connor                        | Blue Loyd 12              | 0                   | 0                   | 0                  |
| 1     | Jos Lansink                          | Valentina Van 't Heike    | 0                   | 0                   | 0                  |
| 33    | Kamal Bahamdan                       | Delphi                    | 0                   | 1                   | 1                  |
| 33    | Marcus Ehning                        | Plot Blue                 | 0                   | 1                   | 1                  |
| 33    | Jillian Terceira                     | Bernadien van Westuur     | 0                   | 1                   | 1                  |
| 33    | Pénélope Leprevost                   | Mylord Carthago           | 0                   | 1                   | 1                  |
| 33    | Rodrigo Díaz                         | Royal Vinckenburg         | 0                   | 1                   | 1                  |
| 33    | Reed Kessler                         | Cylana                    | 0                   | 1                   | 1                  |
| 33    | Ahmad Saber Hamcho                   | Wonderboy                 | 0                   | 1                   | 1                  |
| 33    | Rodrigo Pessoa                       | Rebozo                    | 0                   | 1                   | 1                  |
| 41    | Ramzy al-Duhami                      | Bayard van de Villa There | 0                   | 2                   | 2                  |
| 42    | Nicolas Pizarro                      | Crossing Jordan           | 4                   | 0                   | 4                  |
| 42    | Gregory Wathelet                     | Cadjanne Z                | 4                   | 0                   | 4                  |
| 42    | Billy Twomey                         | Tinka’s Serenade          | 4                   | 0                   | 4                  |
| 42    | Scott Brash                          | Hello Sanctos             | 4                   | 0                   | 4                  |
| 42    | Björn Nagel                          | Niack de l’Abbaye         | 4                   | 0                   | 4                  |
| 42    | Ian Millar                           | Star Power                | 4                   | 0                   | 4                  |
| 42    | José Maria Larocca                   | Royal Power               | 4                   | 0                   | 4                  |
| 42    | Olivier Guillon                      | Lord de Theize            | 4                   | 0                   | 4                  |
| 42    | Katharina Offel                      | Vivant                    | 4                   | 0                   | 4                  |
| 42    | Carlos Milthaler                     | Hyo Altanero              | 4                   | 0                   | 4                  |
| 42    | James Paterson-Robinson              | Lanosso                   | 4                   | 0                   | 4                  |
| 53    | Jill Henselwood                      | George                    | 4                   | 1                   | 5                  |
| 53    | Camal Rəhimov                        | Warrior                   | 4                   | 1                   | 5                  |
| 53    | Karim El Zoghby                      | Wervel Wind               | 4                   | 1                   | 5                  |
| 53    | Rodrigo Carrasco                     | Or de la Charboniere      | 4                   | 1                   | 5                  |
| 53    | Federico Fernández                   | Victoria                  | 4                   | 1                   | 5                  |
| 58    | Tomas Couve Correa                   | Underwraps                | 4                   | 2                   | 6                  |
| 58    | Abdullah Sharbatly                   | Sultan                    | 4                   | 2                   | 6                  |
| 60    | Samuel Parot                         | Al Calypso                | 8                   | 0                   | 8                  |
| 60    | Tiffany Foster                       | Victor                    | 8                   | 0                   | 8                  |
| 60    | Luciana Diniz                        | Lennox                    | 8                   | 0                   | 8                  |
| 60    | Pius Schwizer                        | Carlina IV                | 8                   | 0                   | 8                  |
| 64    | Alejandro Madorno                    | Milano de Flore           | 8                   | 1                   | 9                  |
| 65    | Peter Charles                        | Vindicat                  | 8                   | 2                   | 10                 |
| 65    | Wladimir Tuganow                     | Lancero                   | 8                   | 2                   | 10                 |
| 67    | Ibrahim Bisharat                     | Vrieda O                  | 12                  | 0                   | 12                 |
| 67    | Jaime Azcarraga                      | Gangster                  | 12                  | 0                   | 12                 |
| 69    | Christian Ahlmann                    | Codex One                 | 12                  | 3                   | 15                 |
| 70    | Oleksandr Onyschtschenko             | Comte d'Arsouilles        | 16                  | 2                   | 18                 |
| 71    | Reiko Takeda                         | Ari                       | 20                  | 2                   | 22                 |
| 72    | Lisen Fredricson                     | Matrix                    | Sturz               | Sturz               | 42                 |
| 72    | Beezie Madden                        | Via Volo                  | zwei Verweigerungen | zwei Verweigerungen | 42                 |
| 72    | Carlos Motta Ribas                   | Wilexo                    | zwei Verweigerungen | zwei Verweigerungen | 42                 |
| 72    | Matthew Williams                     | Watch Me                  | zwei Verweigerungen | zwei Verweigerungen | 42                 |

### Runde 2
5. August 2012, 12:00 Uhr MESZ

Kurslänge: 550 Meter

Zeitlimit: 88 Sekunden

Qualifikation für Runde 3: bis Platz 45
| Platz | Reiter                               | Pferd                     | Strafpunkte                                          | Strafpunkte                                          | Strafpunkte Runde 1                                  | Strafpunkte Gesamt                                   |
| Platz | Reiter                               | Pferd                     | Sprungfehler                                         | Zeitfehler                                           | Strafpunkte Runde 1                                  | Strafpunkte Gesamt                                   |
| ----- | ------------------------------------ | ------------------------- | ---------------------------------------------------- | ---------------------------------------------------- | ---------------------------------------------------- | ---------------------------------------------------- |
| 1     | Nick Skelton                         | Big Star                  | 0                                                    | 0                                                    | 0                                                    | 0                                                    |
| 1     | Prinz Abdullah ibn Mutaib Al Saud    | Davos                     | 0                                                    | 0                                                    | 0                                                    | 0                                                    |
| 1     | Ben Maher                            | Tripple X                 | 0                                                    | 0                                                    | 0                                                    | 0                                                    |
| 1     | Edwina Tops-Alexander                | Itot du Chateau           | 0                                                    | 0                                                    | 0                                                    | 0                                                    |
| 1     | Alberto Michán Halbinger             | Rosalia la Silla          | 0                                                    | 0                                                    | 0                                                    | 0                                                    |
| 1     | Álvaro Affonso de Miranda Neto       | Rahmannshof's Bogen       | 0                                                    | 0                                                    | 0                                                    | 0                                                    |
| 1     | Maikel van der Vleuten               | Verdi                     | 0                                                    | 0                                                    | 0                                                    | 0                                                    |
| 1     | Paul Estermann                       | Castlefield Eclipse       | 0                                                    | 0                                                    | 0                                                    | 0                                                    |
| 1     | Marc Houtzager                       | Tamino                    | 0                                                    | 0                                                    | 0                                                    | 0                                                    |
| 1     | Henrik von Eckermann                 | Allerdings                | 0                                                    | 0                                                    | 0                                                    | 0                                                    |
| 1     | Richard Fellers                      | Flexible                  | 0                                                    | 0                                                    | 0                                                    | 0                                                    |
| 1     | Rolf-Göran Bengtsson                 | Casall                    | 0                                                    | 0                                                    | 0                                                    | 0                                                    |
| 13    | Daniel Bluman                        | Sancha                    | 0                                                    | 1                                                    | 0                                                    | 1                                                    |
| 13    | Eric Lamaze                          | Derly Chin de Muze        | 0                                                    | 1                                                    | 0                                                    | 1                                                    |
| 15    | Kamal Bahamdan                       | Delphi                    | 0                                                    | 1                                                    | 1                                                    | 2                                                    |
| 15    | Ramzy al-Duhami                      | Bayard van de Villa There | 0                                                    | 0                                                    | 2                                                    | 2                                                    |
| 17    | Taizo Sugitani                       | Avenzio                   | 4                                                    | 0                                                    | 0                                                    | 4                                                    |
| 17    | Ian Millar                           | Star Power                | 0                                                    | 0                                                    | 4                                                    | 4                                                    |
| 17    | McLain Ward                          | Antares                   | 4                                                    | 0                                                    | 0                                                    | 4                                                    |
| 17    | Steve Guerdat                        | Nino des Buissonets       | 4                                                    | 0                                                    | 0                                                    | 4                                                    |
| 17    | Janne Friederike Meyer               | Lambrasco                 | 4                                                    | 0                                                    | 0                                                    | 4                                                    |
| 17    | José Roberto Reynoso Fernandez Filho | Maestro St Lois           | 4                                                    | 0                                                    | 0                                                    | 4                                                    |
| 17    | Kevin Staut                          | Silvana                   | 4                                                    | 0                                                    | 0                                                    | 4                                                    |
| 17    | Werner Muff                          | Kiamon                    | 4                                                    | 0                                                    | 0                                                    | 4                                                    |
| 17    | Gerco Schröder                       | London                    | 4                                                    | 0                                                    | 0                                                    | 4                                                    |
| 17    | Jos Lansink                          | Valentina Van 't Heike    | 4                                                    | 0                                                    | 0                                                    | 4                                                    |
| 27    | Cassio Rivetti                       | Temple Road               | 4                                                    | 1                                                    | 0                                                    | 5                                                    |
| 27    | Marcus Ehning                        | Plot Blue                 | 4                                                    | 0                                                    | 1                                                    | 5                                                    |
| 27    | Rodrigo Pessoa                       | Rebozo                    | 4                                                    | 0                                                    | 1                                                    | 5                                                    |
| 30    | Simon Delestre                       | Napoli du Ry              | 4                                                    | 2                                                    | 0                                                    | 6                                                    |
| 31    | Luciana Diniz                        | Lennox                    | 0                                                    | 0                                                    | 8                                                    | 8                                                    |
| 31    | José Maria Larocca                   | Royal Power               | 4                                                    | 0                                                    | 4                                                    | 8                                                    |
| 31    | Cian O’Connor                        | Blue Loyd 12              | 8                                                    | 0                                                    | 0                                                    | 8                                                    |
| 31    | Nicolas Pizarro                      | Crossing Jordan           | 4                                                    | 0                                                    | 4                                                    | 8                                                    |
| 31    | James Paterson-Robinson              | Lanosso                   | 4                                                    | 0                                                    | 4                                                    | 8                                                    |
| 31    | Julia Hargreaves                     | Vedor                     | 8                                                    | 0                                                    | 0                                                    | 8                                                    |
| 31    | Björn Nagel                          | Niack de l'Abbaye         | 4                                                    | 0                                                    | 4                                                    | 8                                                    |
| 31    | Scott Brash                          | Hello Sanctos             | 4                                                    | 0                                                    | 4                                                    | 8                                                    |
| 31    | Jur Vrieling                         | Bubalu                    | 8                                                    | 0                                                    | 0                                                    | 8                                                    |
| 31    | Jens Fredricson                      | Lunatic                   | 8                                                    | 0                                                    | 0                                                    | 8                                                    |
| 31    | Philippe Le Jeune                    | Vigo d'Arsouilles         | 8                                                    | 0                                                    | 0                                                    | 8                                                    |
| 31    | Gregory Wathelet                     | Cadjanne Z                | 4                                                    | 0                                                    | 4                                                    | 8                                                    |
| 31    | Meredith Michaels-Beerbaum           | Bella Donna               | 8                                                    | 0                                                    | 0                                                    | 8                                                    |
| 31    | Dirk Demeersman                      | Bufero van Het Panishof   | 8                                                    | 0                                                    | 0                                                    | 8                                                    |
| 31    | Olivier Guillon                      | Lord de Theize            | 4                                                    | 0                                                    | 4                                                    | 8                                                    |
| 31    | Pius Schwizer                        | Carlina IV                | 0                                                    | 0                                                    | 8                                                    | 8                                                    |
| 47    | Jillian Terceira                     | Bernadien van Westuur     | 8                                                    | 0                                                    | 1                                                    | 9                                                    |
| 47    | Jill Henselwood                      | George                    | 4                                                    | 0                                                    | 5                                                    | 9                                                    |
| 47    | Pénélope Leprevost                   | Mylord Carthago           | 8                                                    | 0                                                    | 1                                                    | 9                                                    |
| 47    | Reed Kessler                         | Cylana                    | 8                                                    | 0                                                    | 1                                                    | 9                                                    |
| 51    | Karim El Zoghby                      | Wervel Wind               | 4                                                    | 1                                                    | 5                                                    | 10                                                   |
| 51    | Abdullah Sharbatly                   | Sultan                    | 4                                                    | 0                                                    | 6                                                    | 10                                                   |
| 53    | Rodrigo Díaz                         | Royal Vinckenburg         | 8                                                    | 2                                                    | 1                                                    | 11                                                   |
| 53    | Tomas Couve Correa                   | Underwraps                | 4                                                    | 1                                                    | 6                                                    | 11                                                   |
| 53    | Federico Fernández                   | Victoria                  | 4                                                    | 2                                                    | 5                                                    | 11                                                   |
| 56    | Billy Twomey                         | Tinka's Serenade          | 8                                                    | 0                                                    | 4                                                    | 12                                                   |
| 56    | Carlos Milthaler                     | Hyo Altanero              | 8                                                    | 0                                                    | 4                                                    | 12                                                   |
| 58    | Katharina Offel                      | Vivant                    | 12                                                   | 0                                                    | 4                                                    | 16                                                   |
| 59    | Samuel Parot                         | Al Calypso                | 8                                                    | 1                                                    | 8                                                    | 17                                                   |
| 60    | Camal Rəhimov                        | Warrior                   | 12                                                   | 1                                                    | 5                                                    | 18                                                   |
| 61    | Rodrigo Carrasco                     | Or de la Charboniere      | 16                                                   | 1                                                    | 5                                                    | 22                                                   |
| 62    | Ahmad Saber Hamcho                   | Wonderboy                 | 28                                                   | 1                                                    | 1                                                    | 30                                                   |
| -     | Tiffany Foster                       | Victor                    | DSQ (Startverweigerung wegen Verletzung des Pferdes) | DSQ (Startverweigerung wegen Verletzung des Pferdes) | DSQ (Startverweigerung wegen Verletzung des Pferdes) | DSQ (Startverweigerung wegen Verletzung des Pferdes) |

Tiffany Fosters Pferd Victor wurde aus dem Wettbewerb genommen. Es wurde eine Hypersensibilität an der linken Vorderhand festgestellt, das Pferd wurde als not fit to compete vom Wettbewerb ausgeschlossen.

### Runde 3
6. August 2012, 15:00 Uhr MESZ

Kurslänge: 550 Meter

Zeitlimit: 88 Sekunden

Qualifikation für die Finalrunde: bis Platz 35 (maximal drei Starter pro Nation)
| Platz | Reiter                               | Pferd                     | Strafpunkte                  | Strafpunkte                  | Strafpunkte Runde 1 und 2    | Strafpunkte Gesamt           |
| Platz | Reiter                               | Pferd                     | Sprungfehler                 | Zeitfehler                   | Strafpunkte Runde 1 und 2    | Strafpunkte Gesamt           |
| ----- | ------------------------------------ | ------------------------- | ---------------------------- | ---------------------------- | ---------------------------- | ---------------------------- |
| 1     | Nick Skelton                         | Big Star                  | 0                            | 0                            | 0                            | 0                            |
| 1     | Maikel van der Vleuten               | Verdi                     | 0                            | 0                            | 0                            | 0                            |
| 1     | Marc Houtzager                       | Tamino                    | 0                            | 0                            | 0                            | 0                            |
| 4     | Edwina Tops-Alexander                | Itot du Chateau           | 4                            | 0                            | 0                            | 4                            |
| 4     | Prinz Abdullah ibn Mutaib Al Saud    | Davos                     | 4                            | 0                            | 0                            | 4                            |
| 4     | Ben Maher                            | Tripple X                 | 4                            | 0                            | 0                            | 4                            |
| 7     | Marcus Ehning                        | Plot Blue                 | 0                            | 0                            | 5                            | 5                            |
| 7     | Daniel Bluman                        | Sancha                    | 4                            | 0                            | 1                            | 5                            |
| 9     | Ramzy al-Duhami                      | Bayard van de Villa There | 4                            | 0                            | 2                            | 6                            |
| 10    | Kamal Bahamdan                       | Delphi                    | 5                            | 1                            | 2                            | 7                            |
| 11    | Kevin Staut                          | Silvana                   | 4                            | 0                            | 4                            | 8                            |
| 11    | Jos Lansink                          | Valentina Van 't Heike    | 4                            | 0                            | 4                            | 8                            |
| 11    | Álvaro Affonso de Miranda Neto       | Rahmannshof's Bogen       | 8                            | 0                            | 0                            | 8                            |
| 11    | Steve Guerdat                        | Nino des Buissonets       | 4                            | 0                            | 4                            | 8                            |
| 11    | Paul Estermann                       | Castlefield Eclipse       | 8                            | 0                            | 0                            | 8                            |
| 11    | Scott Brash                          | Hello Sanctos             | 0                            | 0                            | 8                            | 8                            |
| 11    | Richard Fellers                      | Flexible                  | 8                            | 0                            | 0                            | 8                            |
| 11    | Ian Millar                           | Star Power                | 4                            | 0                            | 4                            | 8                            |
| 11    | Gerco Schröder                       | London                    | 4                            | 0                            | 4                            | 8                            |
| 11    | Rolf-Göran Bengtsson                 | Casall                    | 8                            | 0                            | 0                            | 8                            |
| 11    | Pius Schwizer                        | Carlina IV                | 0                            | 0                            | 8                            | 8                            |
| 22    | Meredith Michaels-Beerbaum           | Bella Donna               | 0                            | 1                            | 8                            | 9                            |
| 22    | Alberto Michán Halbinger             | Rosalia la Silla          | 8                            | 1                            | 0                            | 9                            |
| 22    | Eric Lamaze                          | Derly Chin de Muze        | 8                            | 0                            | 1                            | 9                            |
| 25    | Rodrigo Pessoa                       | Rebozo                    | 4                            | 1                            | 5                            | 10                           |
| 26    | Luciana Diniz                        | Lennox                    | 4                            | 0                            | 8                            | 12                           |
| 26    | Gregory Wathelet                     | Cadjanne Z                | 4                            | 0                            | 8                            | 12                           |
| 26    | Taizo Sugitani                       | Avenzio                   | 8                            | 0                            | 4                            | 12                           |
| 26    | McLain Ward                          | Antares                   | 8                            | 0                            | 4                            | 12                           |
| 26    | Jens Fredricson                      | Lunatic                   | 4                            | 0                            | 8                            | 12                           |
| 31    | Julia Hargreaves                     | Vedor                     | 4                            | 1                            | 8                            | 13                           |
| 32    | Simon Delestre                       | Napoli du Ry              | 8                            | 0                            | 6                            | 14                           |
| 33    | Olivier Guillon                      | Lord de Theize            | 8                            | 0                            | 8                            | 16                           |
| 33    | Henrik von Eckermann                 | Allerdings                | 16                           | 0                            | 0                            | 16                           |
| 33    | Werner Muff                          | Kiamon                    | 12                           | 0                            | 4                            | 16                           |
| 33    | Jur Vrieling                         | Bubalu                    | 8                            | 0                            | 8                            | 16                           |
| 37    | Cassio Rivetti                       | Temple Road               | 12                           | 0                            | 5                            | 17                           |
| 38    | José Maria Larocca                   | Royal Power               | 12                           | 0                            | 8                            | 20                           |
| 38    | Cian O’Connor                        | Blue Loyd 12              | 12                           | 0                            | 8                            | 20                           |
| 38    | Dirk Demeersman                      | Bufero van Het Panishof   | 12                           | 0                            | 8                            | 20                           |
| 41    | James Paterson-Robinson              | Lanosso                   | 12                           | 1                            | 8                            | 21                           |
| 41    | Björn Nagel                          | Niack de l'Abbaye         | 12                           | 1                            | 8                            | 21                           |
| 41    | Janne Friederike Meyer               | Lambrasco                 | 16                           | 1                            | 4                            | 21                           |
| 44    | Nicolas Pizarro                      | Crossing Jordan           | 20                           | 0                            | 8                            | 28                           |
| 45    | José Roberto Reynoso Fernandez Filho | Maestro St Lois           | 46                           | 0                            | 4                            | 50                           |
| -     | Philippe Le Jeune                    | Vigo d'Arsouilles         | DNS (Verletzung des Pferdes) | DNS (Verletzung des Pferdes) | DNS (Verletzung des Pferdes) | DNS (Verletzung des Pferdes) |

## Finalrunde
8. August 2012, 13:00 Uhr MESZ

### Erste Finalrunde
Qualifikation für die zweite Finalrunde: bis Platz 20
| Platz | Reiter                            | Pferd                     | Strafpunkte  | Strafpunkte | Strafpunkte Gesamt |
| Platz | Reiter                            | Pferd                     | Sprungfehler | Zeitfehler  | Strafpunkte Gesamt |
| ----- | --------------------------------- | ------------------------- | ------------ | ----------- | ------------------ |
| 1     | Cian O’Connor                     | Blue Loyd 12              | 0            | 0           | 0                  |
| 1     | Olivier Guillon                   | Lord de Theize            | 0            | 0           | 0                  |
| 1     | Steve Guerdat                     | Nino des Buissonnets      | 0            | 0           | 0                  |
| 1     | Scott Brash                       | Hello Sanctos             | 0            | 0           | 0                  |
| 1     | Marcus Ehning                     | Plot Blue                 | 0            | 0           | 0                  |
| 1     | Nick Skelton                      | Big Star                  | 0            | 0           | 0                  |
| 7     | Luciana Diniz                     | Lennox                    | 0            | 1           | 1                  |
| 7     | Gerco Schröder                    | London                    | 0            | 1           | 1                  |
| 7     | Pius Schwizer                     | Carlina IV                | 0            | 1           | 1                  |
| 7     | Kamal Bahamdan                    | Nobless des Tess          | 0            | 1           | 1                  |
| 11    | Simon Delestre                    | Napoli du Ry              | 4            | 0           | 4                  |
| 11    | Rodrigo Pessoa                    | Rebozo                    | 4            | 0           | 4                  |
| 11    | Alberto Michán Halbinger          | Rosalia la Silla          | 4            | 0           | 4                  |
| 11    | Álvaro Affonso de Miranda Neto    | Rahmannshof's Bogen       | 4            | 0           | 4                  |
| 11    | Ian Millar                        | Star Power                | 4            | 0           | 4                  |
| 11    | Daniel Bluman                     | Sancha                    | 4            | 0           | 4                  |
| 11    | Edwina Tops-Alexander             | Itot du Chateau           | 4            | 0           | 4                  |
| 11    | Ben Maher                         | Tripple X                 | 4            | 0           | 4                  |
| 11    | Marc Houtzager                    | Tamino                    | 4            | 0           | 4                  |
| 20    | Cassio Rivetti                    | Temple Road               | 4            | 1           | 5                  |
| 20    | Paul Estermann                    | Castlefield Eclipse       | 4            | 1           | 5                  |
| 20    | Richard Fellers                   | Flexible                  | 4            | 1           | 5                  |
| 23    | Henrik von Eckermann              | Allerdings                | 8            | 0           | 8                  |
| 23    | Meredith Michaels-Beerbaum        | Bella Donna               | 8            | 0           | 8                  |
| 23    | Jos Lansink                       | Valentina Van 't Heike    | 8            | 0           | 8                  |
| 26    | Dirk Demeersman                   | Bufero van Het Penishof   | 8            | 1           | 9                  |
| 26    | Jens Fredricson                   | Lunatic                   | 8            | 1           | 9                  |
| 26    | Prinz Abdullah ibn Mutaib Al Saud | Davos                     | 8            | 1           | 9                  |
| 29    | Gregory Wathelet                  | Cadjanine Z               | 12           | 0           | 12                 |
| 29    | McLain Ward                       | Antares                   | 12           | 0           | 12                 |
| 29    | Eric Lamaze                       | Derly Chin de Muze        | 12           | 0           | 12                 |
| 29    | Ramzy al-Duhami                   | Bayard van de Villa There | 12           | 0           | 12                 |
| 33    | Taizo Sugitani                    | Avenzio                   | 12           | 2           | 14                 |
| 34    | Kevin Staut                       | Silvana                   | 16           | 0           | 16                 |
| 35    | Julia Hargreaves                  | Vedor                     | 16           | 1           | 17                 |
| 36    | José Maria Larocca                | Royal Power               | 20           | 0           | 20                 |
| —     | Maikel van der Vleuten            | Verdi                     | DNF          | DNF         | DNF                |
| —     | Rolf-Göran Bengtsson              | Casall                    | DNS          | DNS         | DNS                |

Der Schwede Rolf-Göran Bengtsson, amtierender Europameister, zog sein Pferd Casall vom Wettbewerb zurück. Bei der tierärztlichen Prüfung vor dem Finale wurde festgestellt, dass der Holsteiner Hengst lahmte.

### Zweite Finalrunde
| Platz | Reiter                         | Pferd                | Strafpunkte  | Strafpunkte | Strafpunkte 1. Finale | Strafpunkte Gesamt |
| Platz | Reiter                         | Pferd                | Sprungfehler | Zeitfehler  | Strafpunkte 1. Finale | Strafpunkte Gesamt |
| ----- | ------------------------------ | -------------------- | ------------ | ----------- | --------------------- | ------------------ |
| 1     | Steve Guerdat                  | Nino des Buissonnets | 0            | 0           | 0                     | 0                  |
| 2     | Gerco Schröder                 | London               | 0            | 0           | 1                     | 1                  |
| 2     | Cian O’Connor                  | Blue Loyd 12         | 0            | 1           | 0                     | 1                  |
| 4     | Kamal Bahamdan                 | Noblesse des Tess    | 0            | 1           | 1                     | 2                  |
| 5     | Alberto Michán Halbinger       | Rosalia la Silla     | 0            | 0           | 4                     | 4                  |
| 5     | Scott Brash                    | Hello Sanctos        | 4            | 0           | 0                     | 4                  |
| 5     | Nick Skelton                   | Big Star             | 4            | 0           | 0                     | 4                  |
| 8     | Richard Fellers                | Flexible             | 0            | 0           | 5                     | 5                  |
| 9     | Ian Millar                     | Star Power           | 4            | 0           | 4                     | 8                  |
| 9     | Ben Maher                      | Tripple X            | 4            | 0           | 4                     | 8                  |
| 9     | Marc Houtzager                 | Tamino               | 4            | 0           | 4                     | 8                  |
| 12    | Cassio Rivetti                 | Temple Road          | 4            | 0           | 5                     | 9                  |
| 12    | Álvaro Affonso de Miranda Neto | Rahmannshof's Bogen  | 4            | 1           | 4                     | 9                  |
| 12    | Pius Schwizer                  | Carlina IV           | 8            | 0           | 1                     | 9                  |
| 12    | Olivier Guillon                | Lord de Theize       | 8            | 1           | 0                     | 9                  |
| 12    | Marcus Ehning                  | Plot Blue            | 8            | 1           | 0                     | 9                  |
| 17    | Paul Estermann                 | Castlefield Eclipse  | 4            | 1           | 5                     | 10                 |
| 17    | Luciana Diniz                  | Lennox               | 8            | 1           | 1                     | 10                 |
| 19    | Simon Delestre                 | Napoli du Ry         | 8            | 0           | 4                     | 12                 |
| 20    | Daniel Bluman                  | Sancha               | 8            | 1           | 4                     | 13                 |
| 20    | Edwina Tops-Alexander          | Itot du Chateau      | 8            | 1           | 4                     | 13                 |
| 22    | Rodrigo Pessoa                 | Rebozo               | 12           | 1           | 4                     | 17                 |

### Stechen um die Silbermedaille
| Platz | Reiter         | Pferd        | Strafpunkte | Zeit (Sekunden) |
| ----- | -------------- | ------------ | ----------- | --------------- |
| 2     | Gerco Schröder | London       | 0           | 49,79           |
| 3     | Cian O’Connor  | Blue Loyd 12 | 4           | 46,64           |

## Endstand auf den Medaillenplätzen
| Platz | Reiter         | Nation      | Pferd                |
| 1     | Steve Guerdat  | Schweiz     | Nino des Buissonnets |
| 2     | Gerco Schröder | Niederlande | London               |
| 3     | Cian O’Connor  | Irland      | Blue Loyd 12         |

Cian O’Connor gelang die erste irische Medaille im olympischen Reitsport.

Der 65-jährige Kanadier Ian Millar, der das Turnier auf Platz 9 beendete, nahm zum zehnten Mal seit 1972 an Olympischen Spielen teil.

Nach den Spielen wurden dem Silbermedaillengewinner Gerco Schröder mehrere Pferde, u. a. auch London, wegen Finanzproblemen entzogen. Durch eine Vereinbarung zwischen Bank und Anwälten konnte Schröder später wieder auf London Turniere reiten.

Cian O’Connor profitierte von der Disqualifikation des Pferdes Lantinus seines Landsmannes Denis Lynch. Lynchs Pferd litt an einer Hypersensibilität am Bein, der irische Pferdesportverband zog Lynchs Nominierung zurück. Statt Lynch wurde O’Connor der Einzelstartplatz zugesprochen.